# Alfred Müller-Grah
Alfred Müller-Grah, eigentlich Alfred Müller (* 23. September 1847 in Radolfzell; † 16. Oktober 1912 in Köln) war ein deutscher Architekt des Historismus.

## Leben

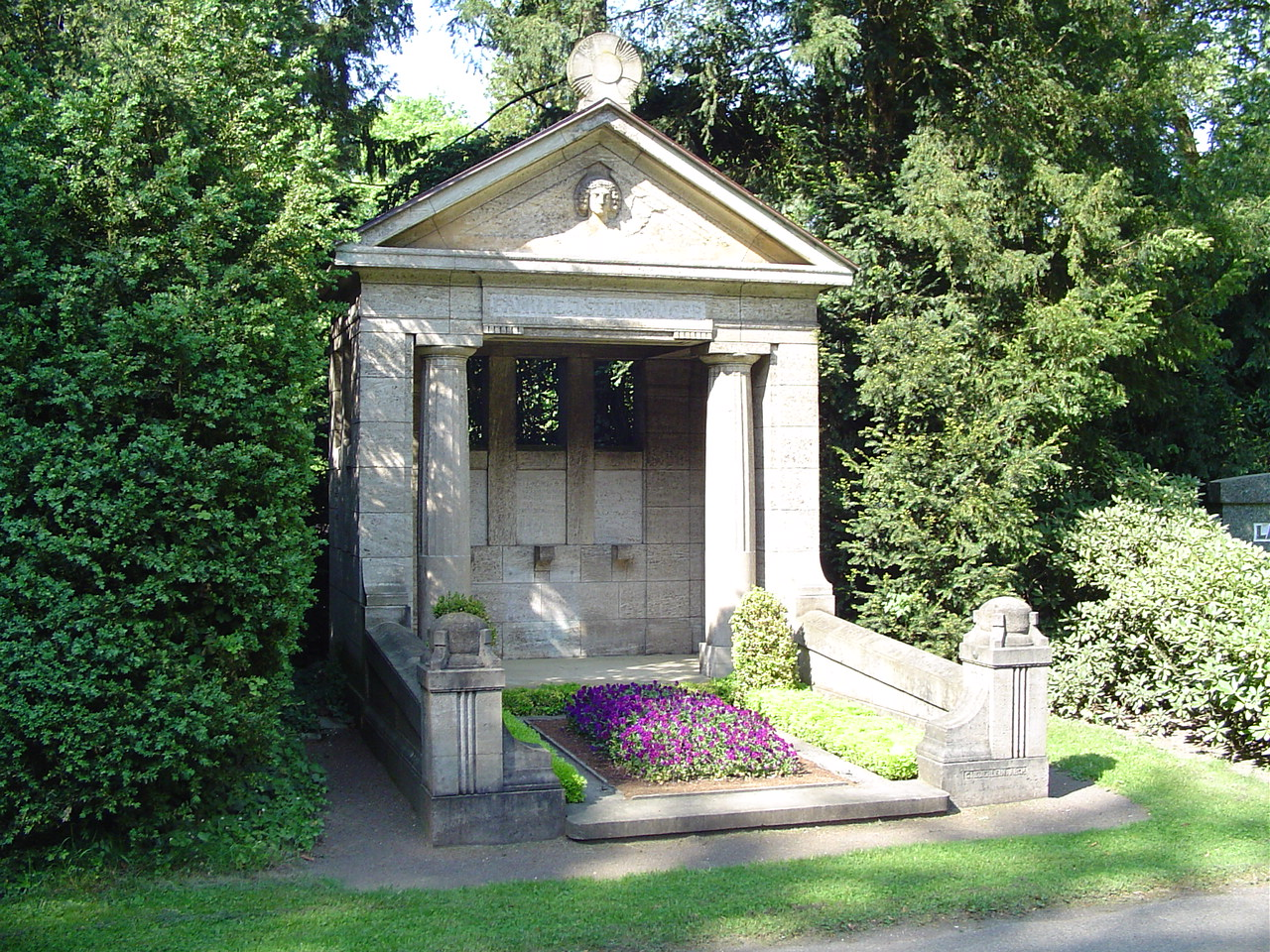
Patenschaftsgrab Müller-Grah / Steinkrüger auf dem Kölner Südfriedhof

Alfred Müller war spätestens seit 1870 in Köln tätig. Seine erste große Bauaufgabe war dort die Ausführung des neuen Kölner Stadttheaters (1870–1872), nach Entwürfen der Architekten Julius Carl Raschdorff und Heinrich Deutz. Ab etwa 1877 bis ca. 1886 war er mit dem Architekten Rudolf de Voss (Büro de Voss & Müller) assoziiert. Nach ihrer Trennung ging de Voss eine erneute Partnerschaft mit Friedrich Wilhelm Otto Müller genannt Vollmer (auch Müller-Vollmer) ein, Alfred Müller hingegen mit dem Architekten Otto Grah (Büro Müller & Grah). Durch Hinzuziehung des Geburtsnamens seiner Frau, Mathilde Grah, der älteren Schwester von Otto, nannte er sich in der Folge Alfred Müller-Grah. Es schuf in Verbindung mit seinen jeweiligen Partnern zahlreiche Wohn- und Geschäftshäuser, Villen und Gewerbebauten in Köln, aber auch der Region von Erpel bis Solingen.
Seine Grabstätte befindet sich auf dem Kölner Südfriedhof (Flur 12, Patenschaftsgrab der Familie Steinkrüger).

## Werke (Auswahl)

### Köln
- 1882: Fassade Haus Stübben, Hohenzollernring 56: Das Haus des Stadtbaumeisters und späteren Beigeordneten Josef Stübben (auch Haus „Zum gequetschten Baumeister“), wurde im Stil der französischen Renaissance erbaut. Im Erdgeschossfenster war der Spruch zu lesen: „Lieber klein und wie mir’s paßt, als zur Miete im Palast.“[3]:438f
- 1882–1884: Hohenzollernring 56, 58, 60: Das Haus des Steuerinspektors Wilhelm Willmeroth am Hohenzollernring 58 war das erste Haus der Neustadt. Es wurde im Stil der florentinischen Renaissance erbaut.[3]:439[4]:205
- 1883–1885: Kaiser-Wilhelm-Ring 32: Das Haus der Familie Wilhelm Meuser wurde in Anlehnung an die venezianische Renaissance erbaut. Vorbild war hier der Palazzo Vendramin-Calergi in Venedig.[3]:426f
- 1883–1886: Kaiser-Wilhelm-Ring 34: Das Haus Leyendecker ist ein charakteristisches Beispiel dafür, wie in den 1880er Jahren die Motive der Risalitbildung, der Mansard- und kuppeligen Walmdächer mit krönenenden Gesimsen und weitgespannten Triumphbogen Anwendung fanden.[3]:438
- 1886–1887: Verwaltungsgebäude der Agrippina-Versicherung, Rheingasse 6[5]
- 1886/1887 Sachsenring 78 und 80[4]:197 u. Abb. 431, 434–435
- 1893/1895 Theodor-Heuss-Ring 10, Haus Schierenberg

### Außerhalb
- 1895–1897 Bonn, Villa Spiritus, für den Bonner Oberbürgermeister Wilhelm Spiritus
- 1897–1898 Bonn, Villa Schumm, für den Direktor der Gasmotorenfabrik Deutz AG, Hermann Schumm

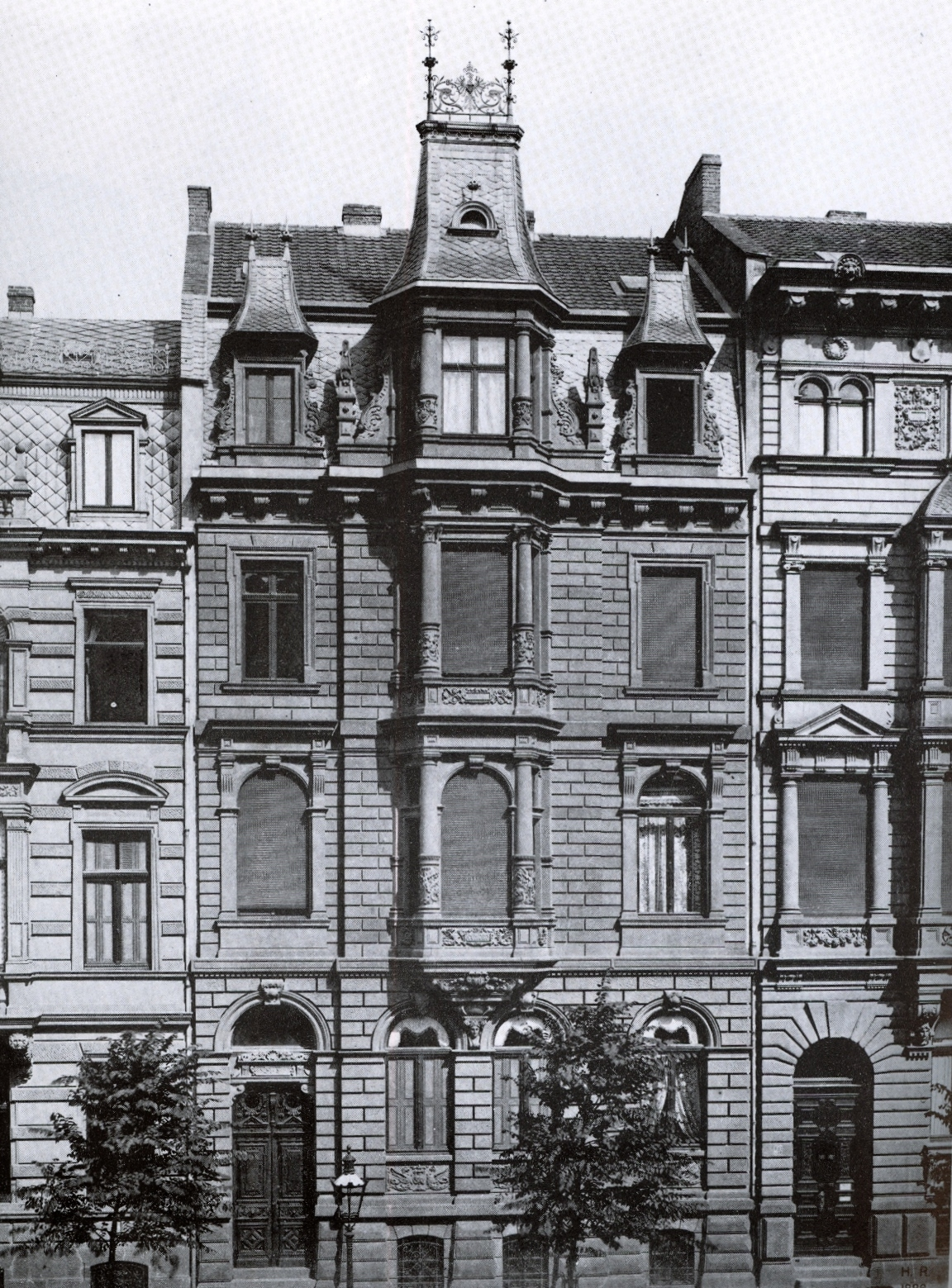
Köln, Hohenzollernring 60
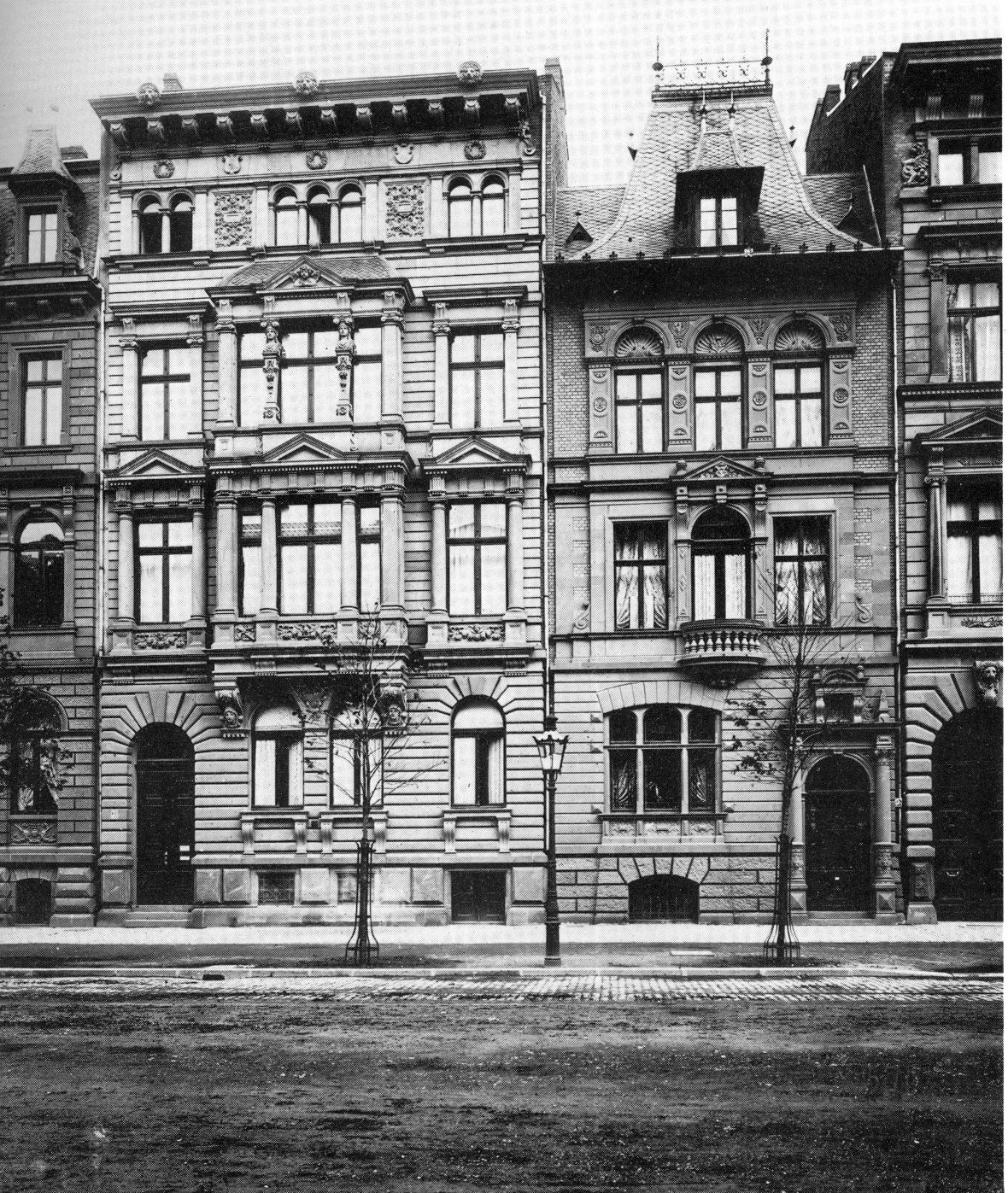
Köln, Hohenzollernring 56 und 58
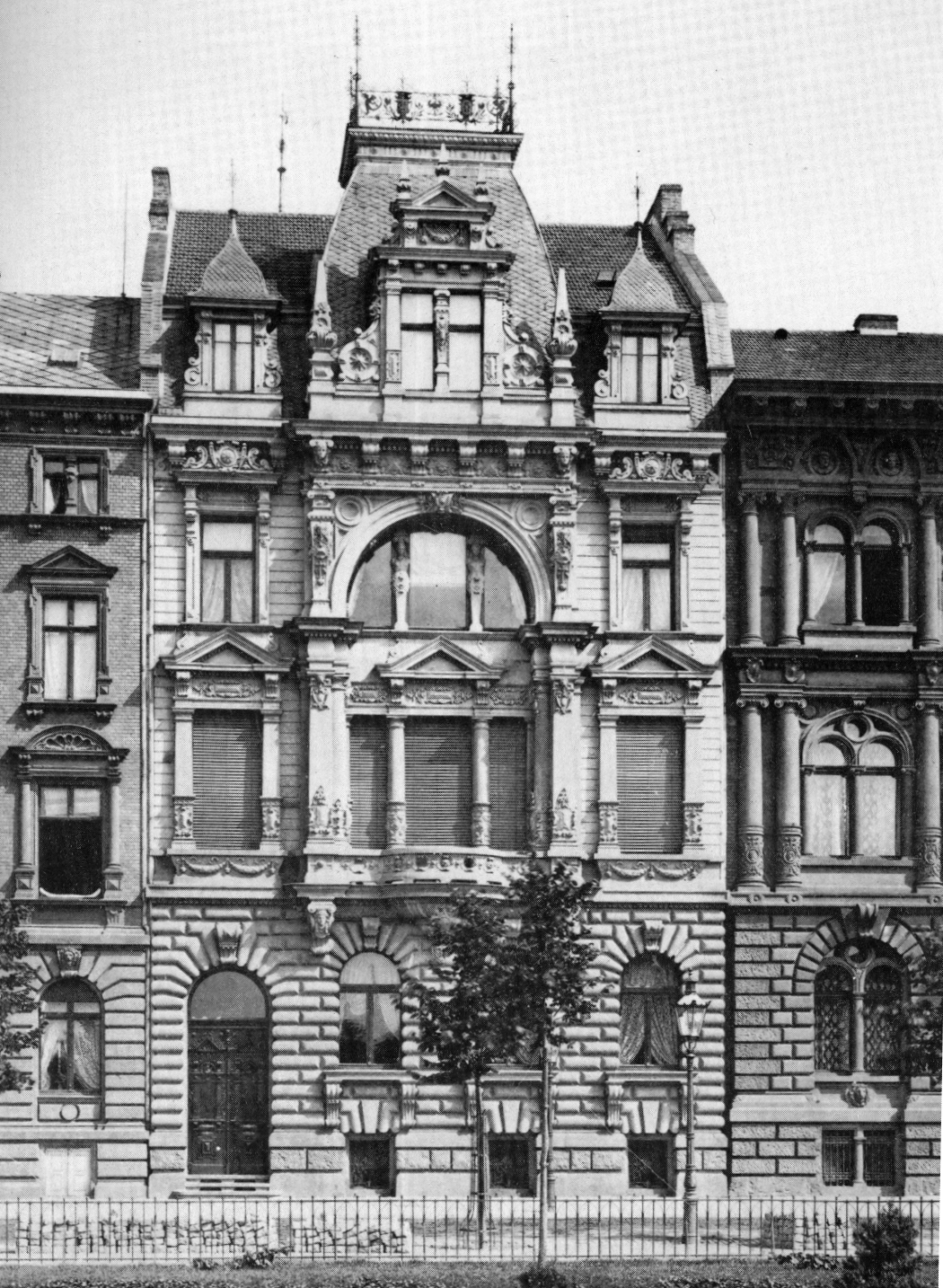
Köln, Kaiser-Wilhelm-Ring 34
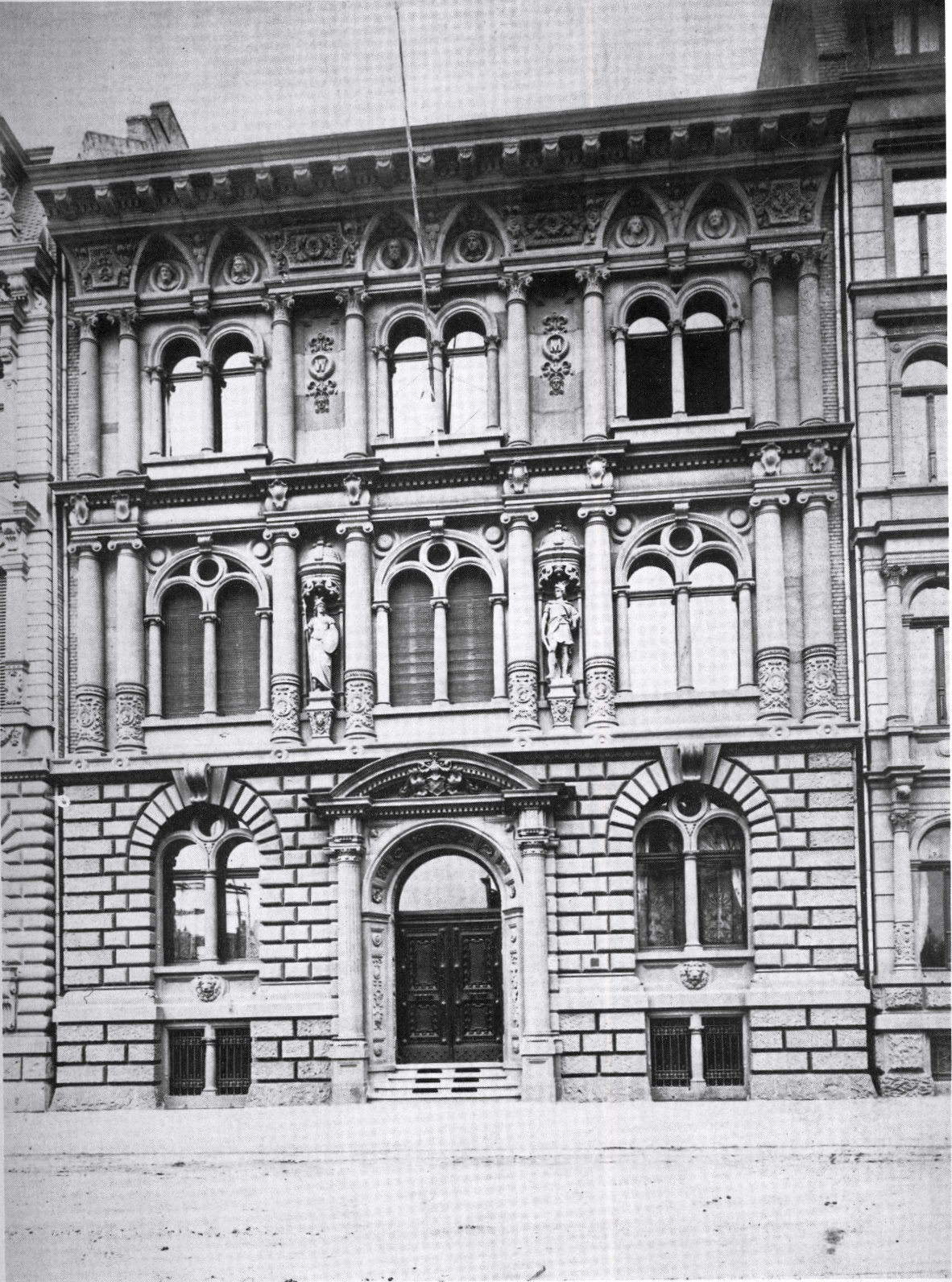
Köln, Kaiser-Wilhelm-Ring 32
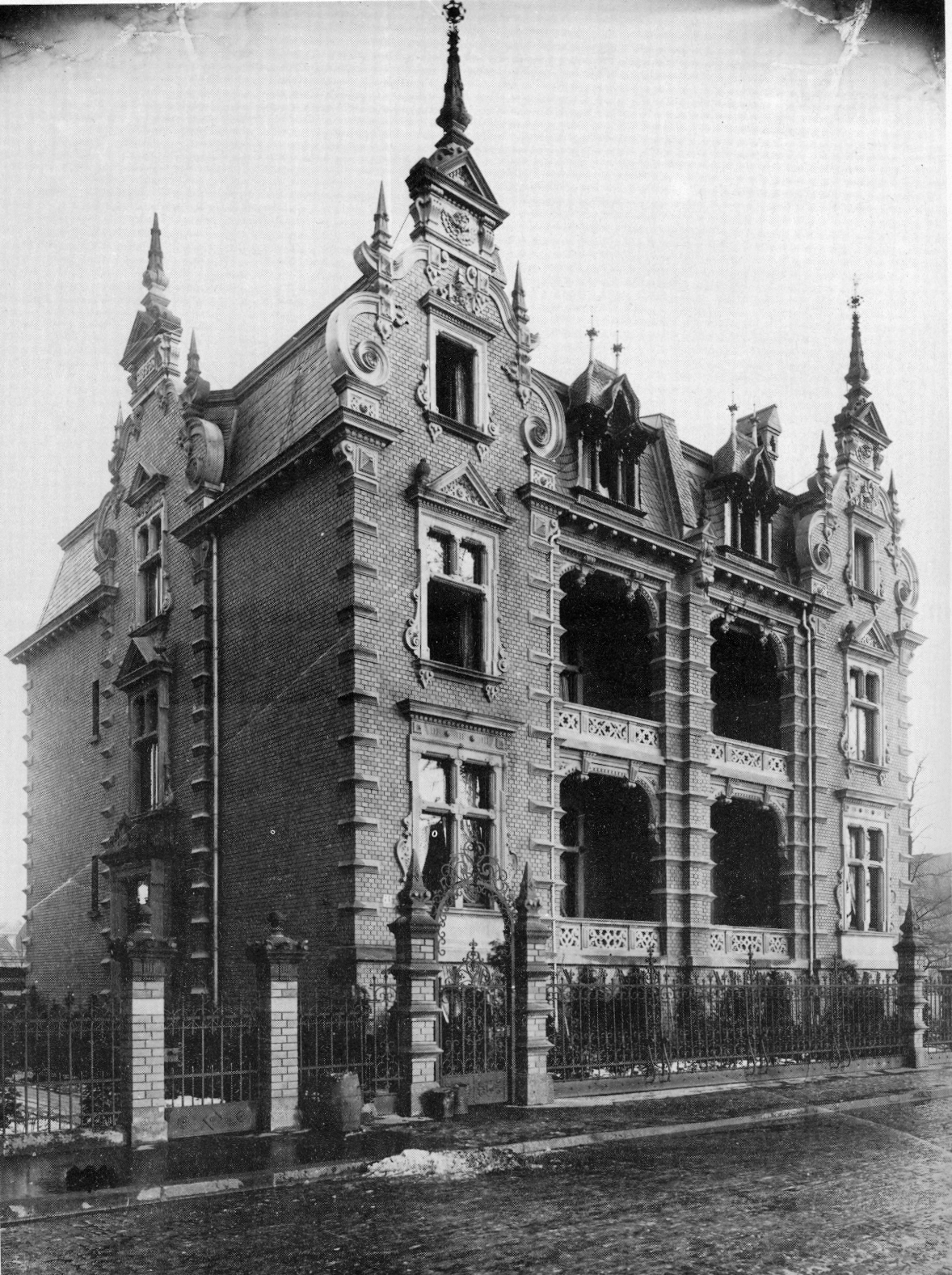
Köln, Sachsenring 78/80
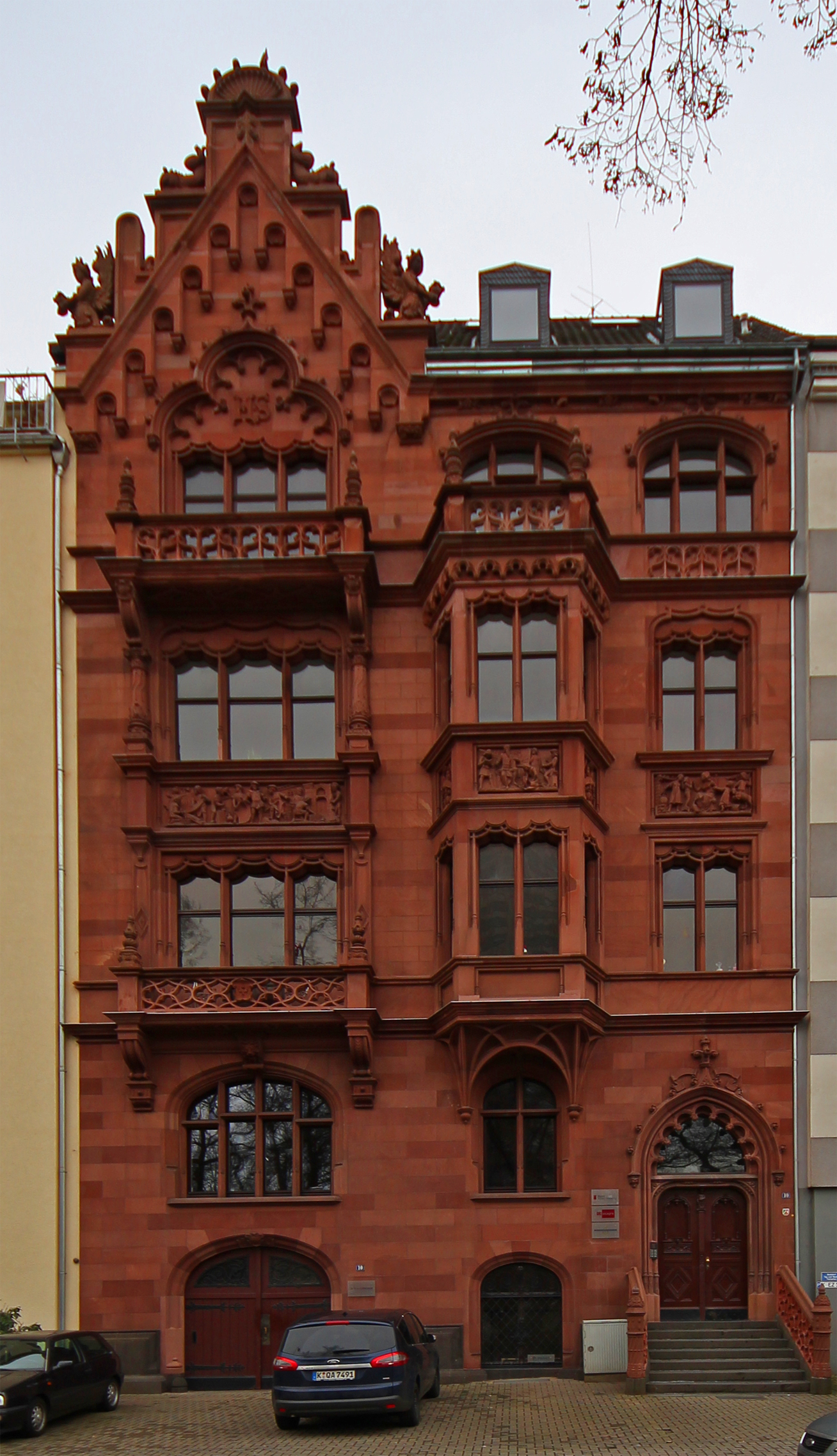
Köln, Theodor–Heuss–Ring 10
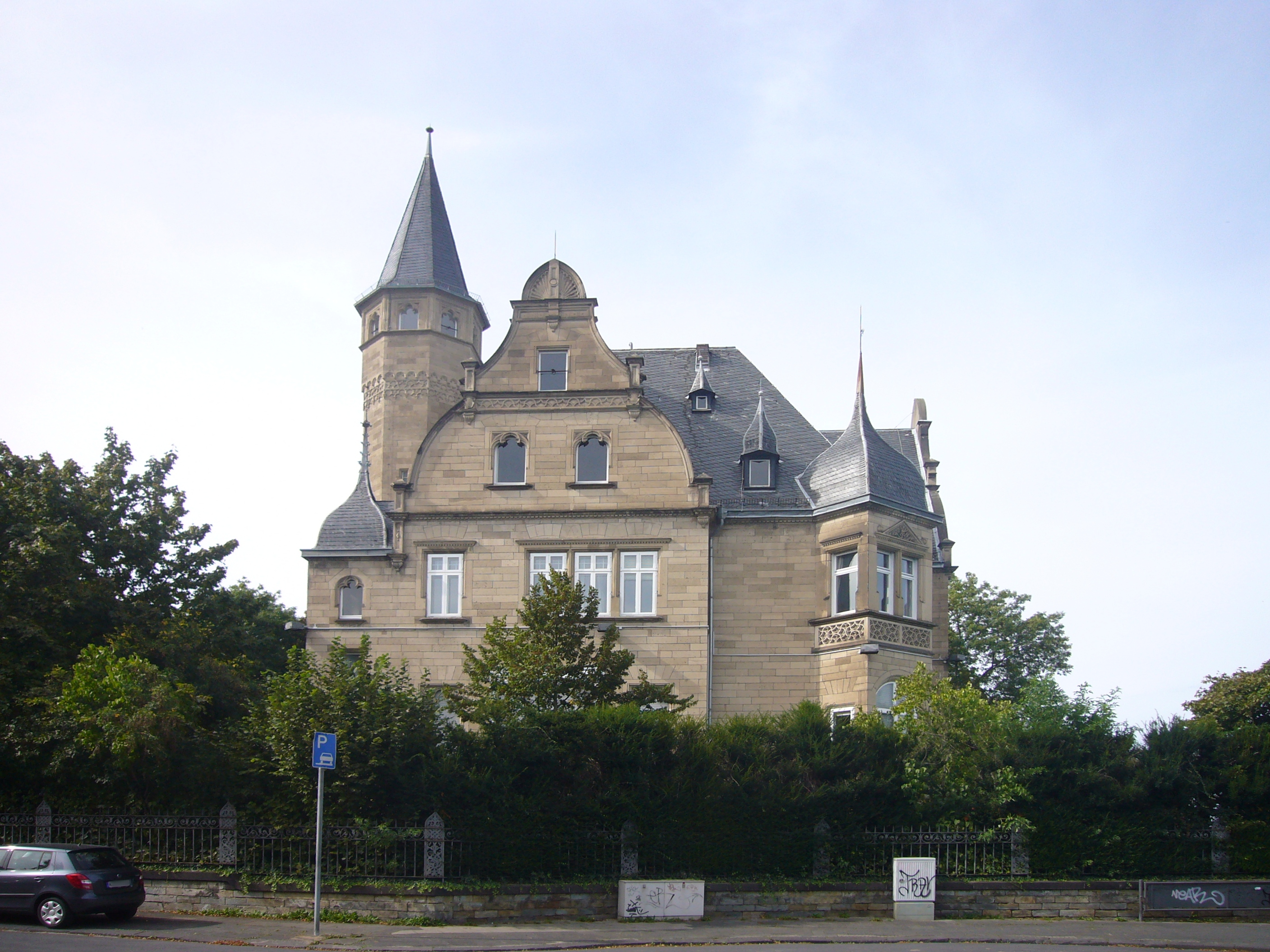
Bonn, Villa Spiritus